# Manaquí cuallarg
El manaquí cuallarg (Chiroxiphila linearis) és una espècie d'ocell de la família Pipridae. Es troben en la part occidental del sud de Mèxic, i al llarg de la vora occidental de Guatemala, El Salvador, Hondures, Nicaragua i Costa Rica. Viuen en espessos i densos boscos, els boscos al llarg de les fronteres, i al llarg de la riba dels manglars.